# كريستيان ماير (سياسي)
كريستيان ماير (بالإنجليزية: Christian Mayer)‏ هو شخصية أعمال ونجار وسياسي أمريكي، ولد في 24 يناير 1827، وتوفي في 6 أغسطس 1910. انتخب عضو جمعية ولاية ويسكونسن.